# 基礎生産

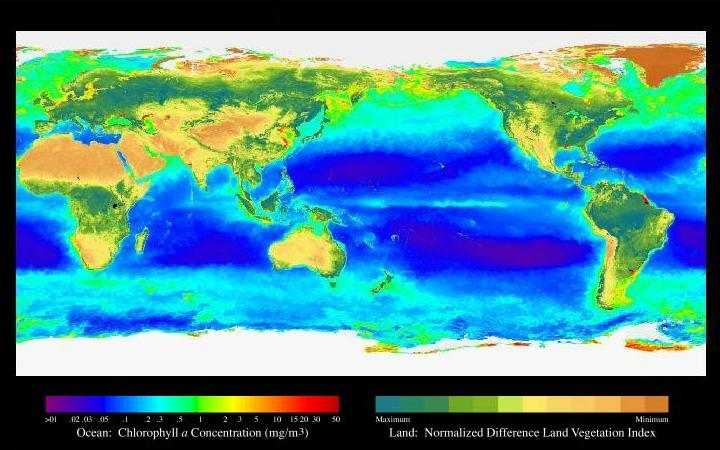
地球上の海洋および陸域の基礎生産量。1997年9月から1998年8月まで。NASA/SeaWiFSより。

基礎生産（きそせいさん）とは、光合成や化学合成によって、炭素を含む無機物（主に二酸化炭素）から有機物が生産されることである。炭素固定能力をもつ独立栄養生物が基礎生産を担っており、今日の地球上では、陸上では植物、水域では植物プランクトン等の藻類が主に該当する。これらの生物は生態系の一次生産者として食物連鎖の基底をなしている。
海洋学や陸水学（湖沼学）で使われる基礎生産という言葉は、主に植物プランクトンが日光のエネルギーを利用して水中でバイオマスを生産する事を指す。微小藻類の細胞は、繊毛虫やカイアシ類・オキアミ等の動物プランクトン、アサリ・カキ・シジミ等の貝類、カタクチイワシ等の小型魚類をはじめ、多くの生物に消費され、有機物とエネルギーを供給する。

## 基礎生産量の計測
基礎生産量は、主に3つの手法で計測される。
- 酸素明暗ビン法…瓶に取った海水中の溶存酸素量の変化（1927年から使われている手法）。

- 14C（もしくは13C）添加法[1]…重炭酸ナトリウム分子中に自然に存在する炭素12が同位体炭素14（13）に置き換わる性質を利用したもの（1952年に発表されたSteeman-Nielsen法）。

- 光学測定…生体内の蛍光物質の測定。可視放射計による植物プランクトン現存量、人工衛星による波長分析など、より最新の手法で現在改良が進んでいる。

もっとも一般的な手法は14C（または13C）法で、異なったいくつかの培養器（自然光もしくは人工光のもとで）、異なったいくつかの時間単位（数時間から一日）で測定する方法である。
培養時間により、総基礎生産量と純基礎生産量を見積もることが出来る。総生産量は呼吸による損失も含まれているため、純粋に光合成で合成された有機物の炭素量を見積もる際には、総生産量から呼吸量を除いた純生産量を求める。純基礎生産量は短い培養時間（1時間）で見積もられる。培養中、取り込まれた14Cは、呼吸と有機物の排出の際に減少するが、短時間の場合その減少量は限られるためである。一方、培養時間を長くするとその排出過程は大きくなり、取り込まれた炭素同位体がその後呼吸によって消失する割合は10-60%で、環境条件と種の違いに応じて変化する。
基礎生産は複雑な過程であり、自然の炭素フラックスを海洋システムの中での見積もる際には厳密な注意が必要である。